# 布雷迪·莱曼
布雷迪·莱曼（英語：Brady Leman，1986年10月16日—），加拿大男子自由式滑雪运动员，主攻障碍追逐。他曾代表加拿大参加2014年、2018年和2022年冬季奥林匹克运动会自由式滑雪比赛，获得一枚金牌。